# Schoor (bouwkunde)

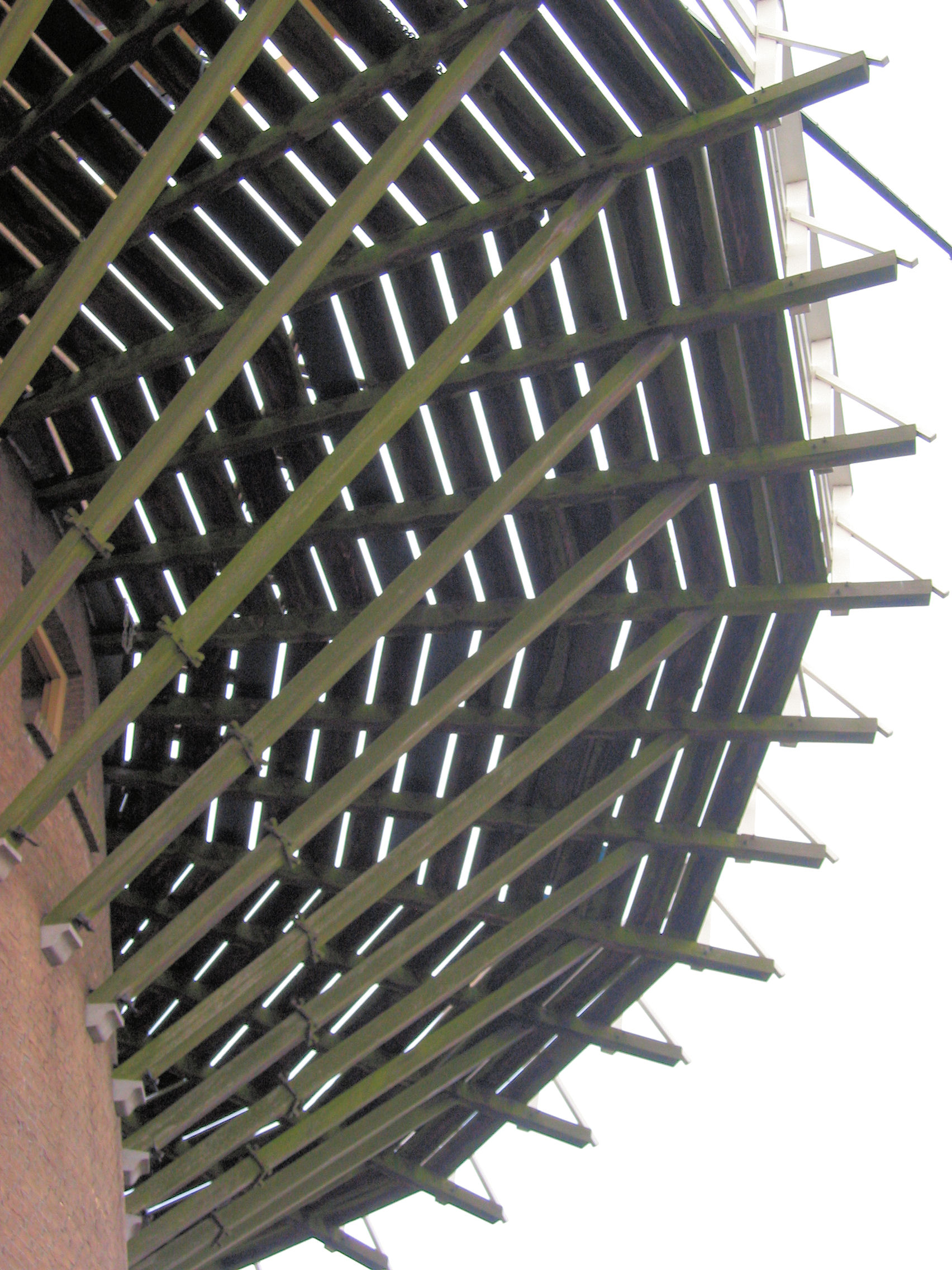
Schoren in een stellingmolen

Een schoor of korbeel is een schuin geplaatste balk, paal of stijl die dient om de stijfheid van een constructie te vergroten of anders gezegd om iets te schragen dan wel te schoren.
Vaak worden schoren toegepast in dakconstructies om een deel van de belasting van de spanten af te dragen aan de trekplaten. Bij een stellingmolen, een hoge windmolen met een galerij, kunnen schoren de stelling ondersteunen.

## Terminologie
- Schoren worden bij oude bouwwerken ook aangeduid als korbeels of korbelen.
- Bij een onder een hoek ingeslagen heipaal spreekt men van een schoorpaal.
- Een schoormuur is een muur die een aarden wal behoedt voor instorting, onder andere toegepast in de vestingbouw

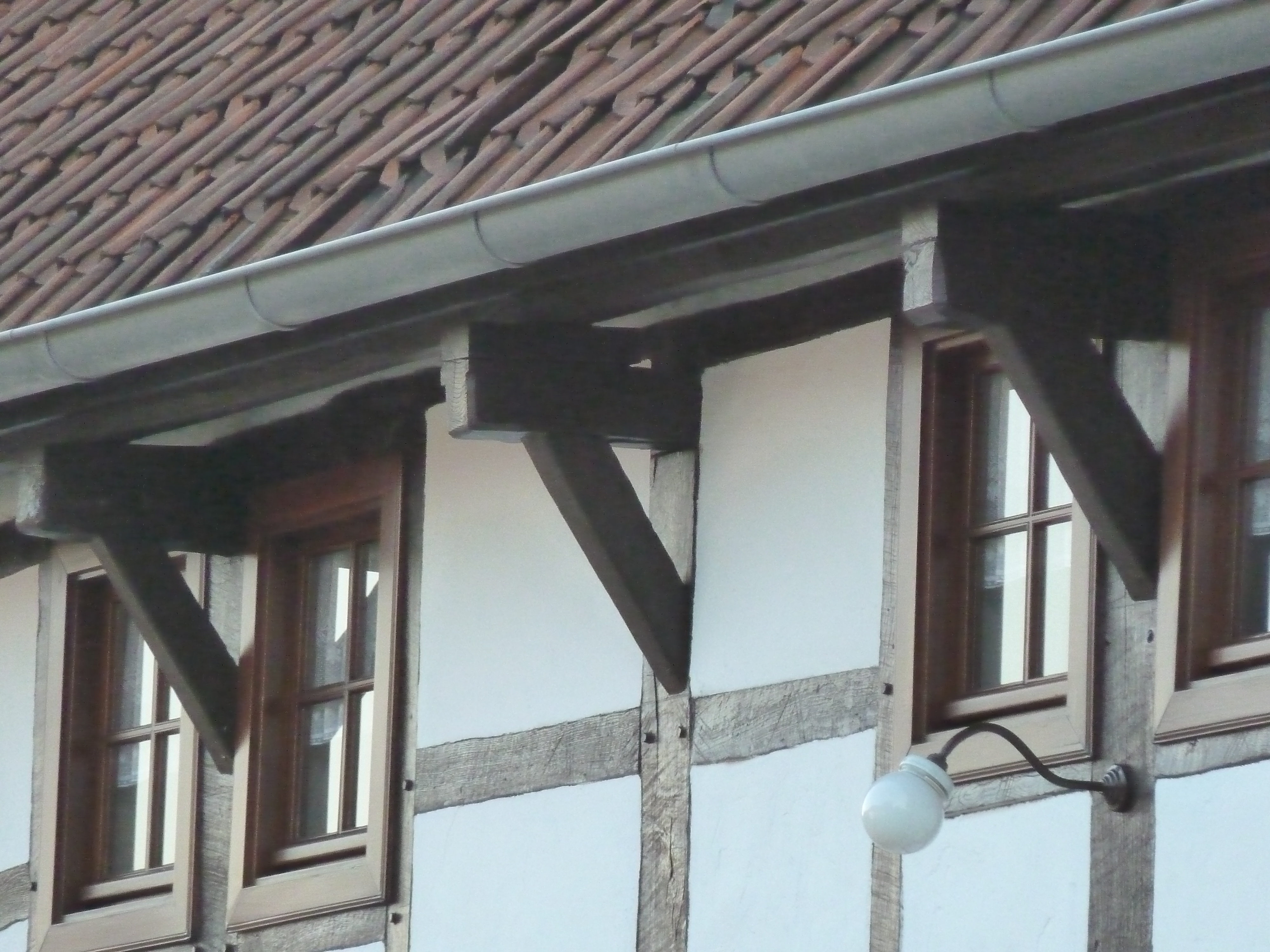
Dakoverstek op schoren
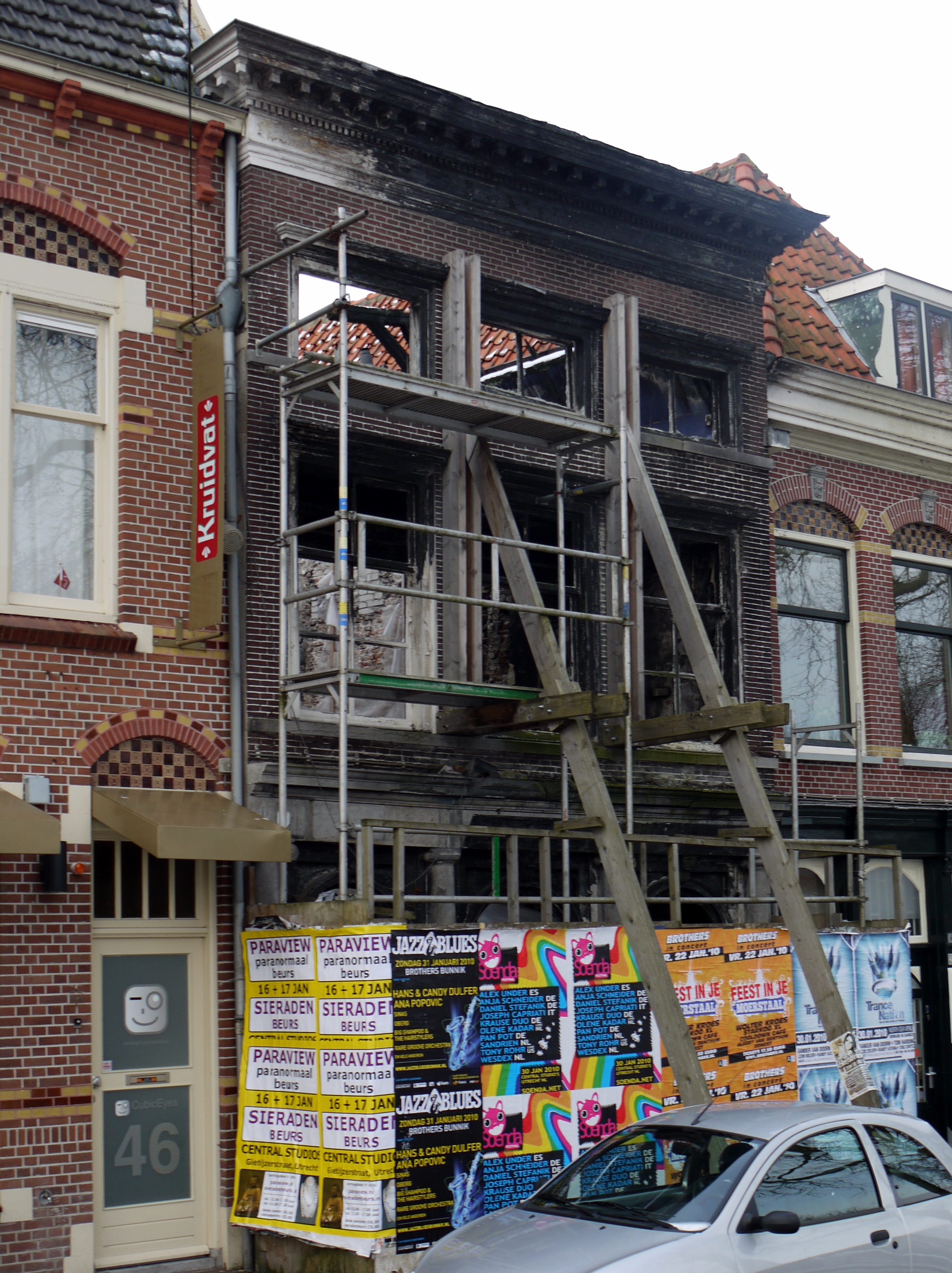
Houten schoorconstructie voor de façade van een uitgebrand gebouw
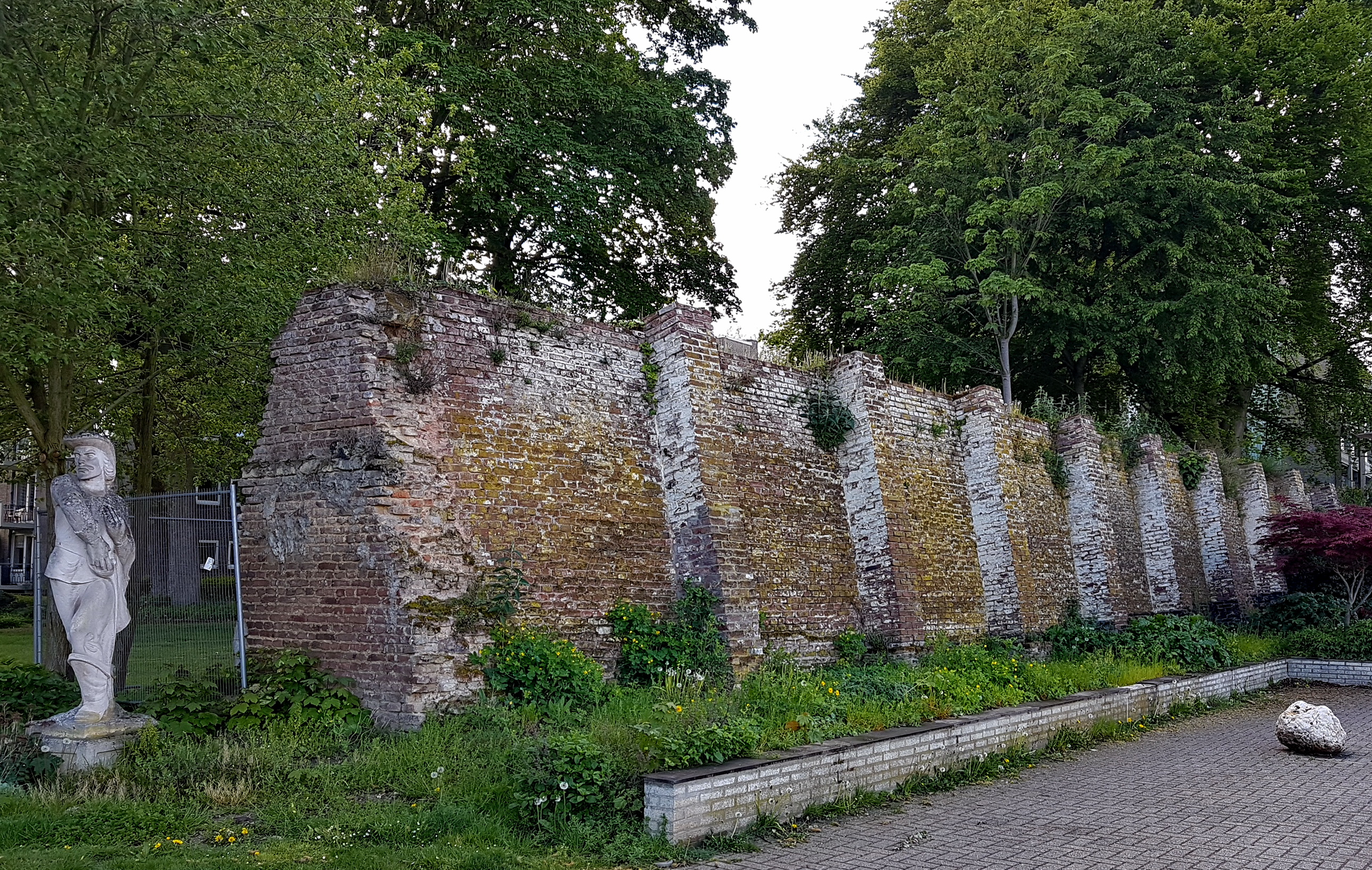
Schoormuur van de wal bij de tweede stadsmuur van Maastricht